# Anastasija Potapowa
Anastasija Siergiejewna Potapowa, ros. Анастасия Сергеевна Потапова (ur. 30 marca 2001 w Saratowie) – rosyjska tenisistka, triumfatorka Wimbledonu 2016 w grze pojedynczej dziewcząt oraz finalistka US Open 2015 i French Open 2016 w grze podwójnej dziewcząt.

## Kariera tenisowa

### 2015–2016
W 2015 roku, parze z Anną Kalinską, osiągnęła finał US Open w grze podwójnej dziewcząt. W 2016 roku w parze z Olesią Pierwuszyną powtórzyła ten rezultat, tym razem na kortach French Open. Podczas Wimbledonu w tym samym sezonie triumfowała w finale zawodów gry pojedynczej dziewcząt, pokonawszy Dajanę Jastremśką 6:4, 6:3.
W rozgrywkach zawodowych zadebiutowała w listopadzie 2015 roku, w turnieju ITF w tureckiej Antalyi. Po przejściu eliminacji przegrała w pierwszej rundzie. Na kolejny występ w turnieju seniorskim czekała aż do marca 2016 roku. Przegrała wówczas eliminacje do dwóch turniejów w Heraklionie. Dzięki dzikiej karcie wzięła udział w turnieju w Chimkach. W grze pojedynczej i podwójnej odpadła w ćwierćfinale.

### 2017
Na przełomie lutego i marca 2017 roku nastąpił przełom w karierze Rosjanki. W brazylijskiej Kurytybie wygrała swój pierwszy turniej ITF, w pierwszej rundzie eliminując Telianę Pereirę 7:6(5), 6:2, a w finale odprawiając Amandę Anisimovą 6:7(7), 7:5, 6:2.
Pod koniec marca otrzymała dziką kartę do eliminacji do turnieju rangi WTA Premier Mandatory w Miami, lecz przegrała w drugiej rundzie z Janą Čepelovą 3:6, 1:6.
W maju, podczas turnieju w Chimkach, po raz pierwszy w karierze wygrała rywalizację w grze podwójnej w turnieju ITF, w singlu odpadła w półfinale.
Po wygraniu rok wcześniej juniorskiego Wimbledonu, otrzymała w 2017 roku dziką kartę do seniorskiego turnieju kwalifikacyjnego. Wyeliminowała trzy wyżej sklasyfikowane tenisistki i awansowała do pierwszego w karierze turnieju wielkoszlemowego i to bez straty seta. W pierwszej rundzie jednak nie sprostała Tatjanie Mariji i skreczowała przy stanie 3:6, 2:2.
Pod koniec lipca wygrała wspólnie z Dajaną Jastremśką zawody deblowe podczas turnieju ITF w Pradze.
W październiku otrzymała dziką kartę do kwalifikacji halowego turnieju WTA Premier w Moskwie. Przegrała w pierwszej rundzie z Ariną Rodionową 3:6, 1:6. W grze podwójnej wspólnie z Wierą Łapko w pierwszej rundzie pokonały doświadczone Ałłę Kudriawcewą i Alicję Rosolską 6:2, 6:4, by w drugiej nie sprostać najwyżej rozstawionym (późniejszym mistrzyniom) Tímei Babos i Andrei Hlaváčkovej 5:7, 2:6.

### 2018
W styczniu 2018 roku doszła do finału gry pojedynczej i podwójnej w turnieju ITF w Szarm el-Szejk, oba jednak przegrała. W lutym wystąpiła po raz pierwszy w reprezentacji Rosji w rozgrywkach Pucharu Federacji, w przegranym 1–4 meczu przeciwko Słowacji. W kwietniu przegrała finał debla turnieju ITF w Istambule. Dwa tygodnie później przegrała finał singla w turnieju ITF w Chimkach z Wierą Łapko 1:6, 3:6.
W lipcu osiągnęła kolejny finał turnieju ITF, tym razem na mączce w Rzymie. Ten również jednak przegrała 1:6, 0:6 z Dajaną Jastremśką. Pod koniec miesiąca wystąpiła dzięki dzikiej karcie w turnieju WTA International w Moskwie. Udanie przeszła przez drabinkę, a została zatrzymana dopiero w finale przez Olgę Danilović wynikiem 5:7, 7:6(1), 4:6. W grze podwójnej wspólnie z Wierą Zwonariową wygrała swój pierwszy tytuł WTA w grze podwójnej – w finale pokonały Aleksandrę Panową i Galinę Woskobojewą 6:0, 6:3. W dzień finałów rozegrała aż trzy mecze (finał singla oraz półfinał i finał debla), gdyż turniej był wielokrotnie przerywany przez opady deszczu.
Pod koniec sierpnia doszła do trzeciej rundy kwalifikacji do wielkoszlemowego US Open. W decydującym meczu przegrała z Julją Gluszko 6:7(5), 2:6.

## Historia występów wielkoszlemowych
Legenda
     W, wygrany turniej
     F, przegrana w finale
     SF, przegrana w półfinale
     QF, przegrana w ćwierćfinale
     xR, przegrana w x rundzie
     Qx, przegrana w x rundzie kwalifikacji
     A, brak startu
     NH, turniej nie odbył się

### Występy w grze pojedynczej
| Australian Open        | A   | A  | 2R | 1R  | 3R | 1R | 2R | 1R | 2R | 0 / 7  | 5 – 7   |  |  |  |  |  |  |  |  |  |  |  |  |  |  |  |
| French Open            | A   | A  | 2R | A   | 1R | Q2 | 3R | 4R |    | 0 / 4  | 6 – 4   |  |  |  |  |  |  |  |  |  |  |  |  |  |  |  |
| Wimbledon              | 1R  | A  | 2R | NH  | 1R | A  | 3R | 1R |    | 0 / 5  | 3 – 5   |  |  |  |  |  |  |  |  |  |  |  |  |  |  |  |
| US Open                | A   | Q3 | 1R | A   | 1R | 2R | 1R | 3R |    | 0 / 5  | 3 – 5   |  |  |  |  |  |  |  |  |  |  |  |  |  |  |  |
|                        |     |    |    |     |    |    |    |    |    |        |         |  |  |  |  |  |  |  |  |  |  |  |  |  |  |  |
| Ranking na koniec roku | 237 | 94 | 93 | 100 | 69 | 43 | 28 | 35 |    | 0 / 21 | 17 – 21 |  |  |  |  |  |  |  |  |  |  |  |  |  |  |  |

### Występy w grze podwójnej
| Australian Open        | A   | A   | A   | A   | A  | QF | 2R  | 1R | 1R | 0 / 4  | 4 – 4  |  |  |  |  |  |  |  |  |  |  |  |  |  |  |  |  |  |
| French Open            | A   | A   | A   | A   | 2R | 2R | 1R  | 2R |    | 0 / 4  | 3 – 4  |  |  |  |  |  |  |  |  |  |  |  |  |  |  |  |  |  |
| Wimbledon              | A   | A   | 1R  | NH  | 1R | A  | A   | 1R |    | 0 / 3  | 0 – 3  |  |  |  |  |  |  |  |  |  |  |  |  |  |  |  |  |  |
| US Open                | A   | A   | 1R  | A   | A  | 2R | 2R  | 1R |    | 0 / 4  | 2 – 4  |  |  |  |  |  |  |  |  |  |  |  |  |  |  |  |  |  |
|                        |     |     |     |     |    |    |     |    |    |        |        |  |  |  |  |  |  |  |  |  |  |  |  |  |  |  |  |  |
| Ranking na koniec roku | 253 | 120 | 107 | 131 | 86 | 41 | 133 | 82 |    | 0 / 15 | 9 – 15 |  |  |  |  |  |  |  |  |  |  |  |  |  |  |  |  |  |

### Występy w grze mieszanej
Anastasija Potapowa nigdy nie startowała w rozgrywkach gry mieszanej podczas turniejów wielkoszlemowych.

### Występy juniorskie w grze pojedynczej
| Turniej         | 2015 | 2016 | 2017 | 2018 | Tytuły |
| --------------- | ---- | ---- | ---- | ---- | ------ |
| Australian Open | A    | QF   | A    | A    | 0 / 1  |
| French Open     | A    | SF   | 3R   | A    | 0 / 2  |
| Wimbledon       | QF   | W    | A    | A    | 1 / 2  |
| US Open         | 1R   | QF   | A    | A    | 0 / 2  |

### Występy juniorskie w grze podwójnej
| Turniej         | 2015 | 2016 | 2017 | 2018 | Tytuły |
| --------------- | ---- | ---- | ---- | ---- | ------ |
| Australian Open | A    | 2R   | A    | A    | 0 / 1  |
| French Open     | A    | F    | F    | A    | 0 / 2  |
| Wimbledon       | A    | SF   | A    | A    | 0 / 1  |
| US Open         | F    | 1R   | A    | A    | 0 / 2  |

## Finały turniejów WTA
| Legenda                     | Legenda |
| --------------------------- | ------- |
| Wielki Szlem                |         |
| Igrzyska olimpijskie        |         |
| WTA Tour Championships      |         |
| 2009 – 2020                 |         |
| WTA Premier Mandatory       |         |
| WTA Premier 5               |         |
| WTA Premier                 |         |
| WTA International Series    |         |
| WTA 125K series (2012–2020) |         |
| od 2021                     |         |
| WTA 1000 (obowiązkowe)      |         |
| WTA 1000 (nieobowiązkowe)   |         |
| WTA 500                     |         |
| WTA 250                     |         |
| WTA 125                     |         |

### Gra pojedyncza 6 (3–3)
| Końcowy wynik | Nr | Data             | Turniej     | Nawierzchnia  | Przeciwniczka           | Wynik finału     |
| ------------- | -- | ---------------- | ----------- | ------------- | ----------------------- | ---------------- |
| Finalistka    | 1. | 29 lipca 2018    | Moskwa      | Ceglana       | Olga Danilović          | 5:7, 7:6(1), 4:6 |
| Finalistka    | 2. | 29 września 2018 | Taszkent    | Twarda        | Margarita Gasparian     | 2:6, 1:6         |
| Zwyciężczyni  | 1. | 24 kwietnia 2022 | Stambuł     | Ceglana       | Wieronika Kudiermietowa | 6:3, 6:1         |
| Finalistka    | 3. | 31 lipca 2022    | Praga       | Twarda        | Marie Bouzková          | 0:6, 3:6         |
| Zwyciężczyni  | 2. | 12 lutego 2023   | Linz        | Twarda (hala) | Petra Martić            | 6:3, 6:1         |
| Zwyciężczyni  | 3. | 9 lutego 2025    | Kluż-Napoka | Twarda (hala) | Lucia Bronzetti         | 4:6, 6:1, 6:2    |

### Gra podwójna 4 (3–1)
| Końcowy wynik | Nr | Data           | Turniej   | Nawierzchnia | Partnerka        | Przeciwniczki                           | Wynik finału   |
| ------------- | -- | -------------- | --------- | ------------ | ---------------- | --------------------------------------- | -------------- |
| Zwyciężczyni  | 1. | 29 lipca 2018  | Moskwa    | Ceglana      | Wiera Zwonariowa | Aleksandra Panowa Galina Woskobojewa    | 6:0, 6:3       |
| Zwyciężczyni  | 2. | 21 lipca 2019  | Lozanna   | Ceglana      | Jana Sizikowa    | Monique Adamczak Han Xinyun             | 6:2, 6:4       |
| Finalistka    | 1. | 19 lutego 2021 | Melbourne | Twarda       | Anna Blinkowa    | Ankita Raina Kamilla Rachimowa          | 6:2, 4:6, 7–10 |
| Zwyciężczyni  | 3. | 31 lipca 2022  | Praga     | Twarda       | Jana Sizikowa    | Angielina Gabujewa Anastasija Zacharowa | 6:3, 6:4       |

## Finały turniejów rangi ITF
| turnieje z pulą nagród 100 000 $ |
| turnieje z pulą nagród 80 000 $  |
| turnieje z pulą nagród 60 000 $  |
| turnieje z pulą nagród 25 000 $  |
| turnieje z pulą nagród 15 000 $  |
| turnieje z pulą nagród 10 000 $  |

### Gra pojedyncza 4 (1–3)
| Rezultat     |    | Data       | Turniej        | ($)     | Naw.    | Przeciwniczka     | Wynik            |
| Zwyciężczyni | 1. | 05/03/2017 | Kurytyba       | 25 000  | Twarda  | Amanda Anisimova  | 6:7(7), 7:5, 6:2 |
| Finalistka   | 1. | 21/01/2018 | Szarm el-Szejk | 15 000  | Twarda  | Julija Hatouka    | 4:6, 6:4, 5:7    |
| Finalistka   | 2. | 05/05/2018 | Chimki         | 100 000 | Twarda  | Wiera Łapko       | 1:6, 3:6         |
| Finalistka   | 3. | 08/07/2018 | Rzym           | 60 000  | Ceglana | Dajana Jastremśka | 1:6, 0:6         |

### Gra podwójna 4 (2–2)
| Rezultat     |    | Data       | Turniej        | ($)    | Naw.          | Partnerka           | Przeciwniczki                         | Wynik          |
| Zwyciężczyni | 1. | 06/05/2017 | Chimki         | 25 000 | Twarda (hala) | Olesia Pierwuszyna  | Jekatierina Kazionowa Darija Krużkowa | 6:0, 6:1       |
| Zwyciężczyni | 2. | 30/07/2017 | Praga          | 80 000 | Ceglana       | Dajana Jastremśka   | Mihaela Buzărnescu Alona Fomina       | 6:2, 6:2       |
| Finalistka   | 1. | 20/01/2018 | Szarm el-Szejk | 15 000 | Twarda        | Jekatierina Jaszyna | Jade Lewis Erin Routliffe             | 6:0, 5:7, 6–10 |
| Finalistka   | 2. | 14/04/2018 | Stambuł        | 60 000 | Twarda        | Olga Doroszyna      | Ayla Aksu Harriet Dart                | 4:6, 6:7(3)    |

## Finały juniorskich turniejów wielkoszlemowych

### Gra pojedyncza
| Końcowy wynik | Rok  | Turniej   | Nawierzchnia | Przeciwniczka     | Wynik finału |
| Zwyciężczyni  | 2016 | Wimbledon | Trawiasta    | Dajana Jastremśka | 6:4, 6:3     |

### Gra podwójna
| Końcowy wynik | Rok  | Turniej     | Nawierzchnia | Partnerka          | Przeciwniczki                          | Wynik finału   |
| Finalistka    | 2015 | US Open     | Twarda       | Anna Kalinska      | Viktória Kužmová Aleksandra Pospiełowa | 5:7, 2:6       |
| Finalistka    | 2016 | French Open | Ceglana      | Olesia Pierwuszyna | Paula Arias Manjón Olga Danilović      | 6:3, 3:6, 8–10 |
| Finalistka    | 2017 | French Open | Ceglana      | Olesia Pierwuszyna | Bianca Andreescu Carson Branstine      | 1:6, 3:6       |

## Zwycięstwa nad zawodniczkami klasyfikowanymi w danym momencie w czołowej dziesiątce rankingu WTA
Stan na 17.01.2025
| Rok        | 2019 | ... | 2022 | 2023 | 2024 | Łącznie |
| Zwycięstwa | 1    |     | 1    | 4    | 0    | 5       |

| #    | Zawodnik         | Ranking | Turniej                      | Nawierzchnia   | Runda | Wynik            |
| ---- | ---------------- | ------- | ---------------------------- | -------------- | ----- | ---------------- |
| 2019 |                  |         |                              |                |       |                  |
| 1.   | Angelique Kerber | Nr 5    | French Open, Francja         | Ceglana        | 1R    | 6:4, 6:2         |
| 2022 |                  |         |                              |                |       |                  |
| 2.   | Anett Kontaveit  | Nr 2    | Praga, Czechy                | Twarda         | QF    | 6:1, 6:1         |
| 2023 |                  |         |                              |                |       |                  |
| 3.   | Coco Gauff       | Nr 6    | Miami, Stany Zjednoczone     | Twarda         | 3R    | 6:7(8), 7:5, 6:2 |
| 4.   | Coco Gauff       | Nr 6    | Stuttgart, Niemcy            | Ceglana (hala) | 2R    | 6:2, 6:3         |
| 5.   | Caroline Garcia  | Nr 5    | Stuttgart, Niemcy            | Ceglana (hala) | QF    | 4:6, 6:3, 6:3    |
| 6.   | Uns Dżabir       | Nr 7    | San Diego, Stany Zjednoczone | Twarda         | 2R    | 6:4, 7:6(4)      |